# Шебрин
Ше́брин (бел. Шэбрын) — деревня в Брестском районе Брестской области Беларуси, в составе Тельминского сельсовета. Население — 109 человек (2019). Рядом с деревней расположен аэропорт Бреста.

## География
Деревня находится вблизи восточных окраин Бреста в 15 км к востоку от центра города. Местность принадлежит бассейну Вислы, Шебрин стоит на правом берегу реки Мухавец, на другом берегу расположены три небольшие деревни — Гули, Волки и Литвины. С севера к деревне примыкает территория аэропорта Бреста. Щебрин напрямую соединён с Брестом местной дорогой Н-448, помимо того другая дорога ведёт из деревни к автомагистрали М1.

## История
Первое известное нам упоминание о Щебрине относится к 1412 году. В Привилее Великого Князя Литовского Витовта Берестейскому фарному костёлу упоминается несколько сёл, которые были пожалованы первому настоятелю этого костёла, ксендзу Андрею. «Сёла Щебрин и Тольмово Рощица с борами и зарослями береста с одной стороны Мухавца и мельницей на упомянутой реке. Мухавец» входили в состав фарных владений. Как представляется, к владениям фарного костёла принадлежало и село Заречье с рекой Рита, которая впадала в озеро. Восстановить топографию по таким отрывочным  сведениям крайне сложно.
« eos liberos facimus nisi coram Plebano ejusdem Ecclesiae de injuriis querulenlibus respondeant Villum vero Szebryn et Tolmowo Roszczyce cum boreis et rubetis ex una parte Muchawiec et molendinam in dicto fluvio Muchawiec Zarzecze cum fluvio Ryta in quo fluvio piscinam et Molendinam costituere poterint cmetonesque ibidem locare fodere».
Фрагментарное упоминание села Щебрин обнаруживается в земских книгах Берестейского воеводства  5 июня 1627 г.
Возным Берестейского воеводства Щенсным Лясотой был освидетельствован факт побоев нанесённых крестьянам, жителям Щебрина, Косич и Тельм бывших подданными ксендза-суффрагана Луцкого Заезского, пробоща Берестейского и Олитского. 19 мая 1625 года, во время весенней (второй по счёту) Берестейской ярмарки .
Другой документ, от 2 июля 1625 года, содержит разбор жалобы по факту избиения и ограбления шебринских и тельмовских подданных.
С XVI века местечко было шляхетским имением в Берестейском воеводстве Великого княжества Литовского
В то время тут уже существовала церковь Рождества Богородицы, которой епископ Луцкий и Берестейский Юлиан Фальковский завещал в 1518 г., 6 валок земли (128 гектаров на современный пересчёт).
Предполагается, что в хронологических документах говорится про Пречистенский храм, находившийся до конца XVIII века в с. Щебрин, который был либо позже перестроен, либо разобран и заново возведён из кирпича в 1793—1798 годах  как униатский.
Во время народного восстания под предводительством Тадеуша Костюшко в 1794 году через Шебрин по старому московскому тракту отступали войска военачальника Речи Посполитой генерала Сераковского, преследуемые армией российского полководца Суворова.
После третьего раздела Речи Посполитой в 1795 г. Шебрин находится в составе Российской империи, сначала в Слонимской, с 1797 года — в Литовской, а с 1801 года —  административно деревня принадлежала Гродненской губернии.
В 1849 году в деревне действовал паром через реку Мухавец сообщением Шебрин-Волки. А немного выше по течению  работал шлюз. В 1866 году в Щебрине основано народное училище (57 мальчиков и 11 девочек). В 1886 году деревня находилась в Косичской волости Брестского уезда. Она насчитывала на тот момент 17 дворов и 285 жителей. Кроме церкви в деревне были церковно-приходская школа и трактир. В 1886 году Шебринский приход состоял из 600 мужчин и 576 женщин.
В 1889 году работало народное училище, с 1890 года — центр Шебринского крестьянского товарищества. Согласно переписи 1897 года в селе 54 двора, церковь, народное училище, хлебозапасный магазин, трактир. В 1900 году основан торфяной завод.
В 1905 году — село (541 житель) и имение (62 жителя) в Косичской волости Брестского уезда Гродненской губернии.
В Первую мировую войну с 1915 года местечко оккупировано германскими войсками. Согласно Рижскому мирному договору (1921) деревня вошла в состав межвоенной Польши, где принадлежала гмине Косичи Брестского повета Полесского воеводства. В 1921 году поселение насчитывало 47 дворов. С 1939 года в составе БССР, в 1940 году — 90 дворов.
В период межвоенной Польши (1921-1939 годы) селение находилось в Косичской гмине Брестского повета Полесского воеводства. В деревне было 47 дворов, 280 жителей. На её территории работали три ветряные мельницы и  молочная ферма. В качестве меры против затопления деревенского пасечного луга, вдоль берега реки Муховец была насыпана плотина (Шебринская плотина № IV).  На месте бывшего фольварка Дмитровского размещалась армейская осада Ямно-Шебрин. В деревне находилось имение рода Акимовых, наследницей которого в 1930 году была Ольга Акимова. Её отец, Михаил Михайлович Акимов, в Императорской армии состоял на должности главного врача Брест-Литовской крепостной артиллерии. Он покоится на Шебринском кладбище. Могила расположена недалеко от проезда и довольно хорошо сохранилась.
Ещё одной исторической особенностью Шебрина можно считать курганный могильник, датируемый предположительно VIII-X веками. Находится он на правом берегу реки Мухавец, недалеко от деревни. Народ считает насыпи могилами со времен шведско-польских войн. Курган был обследован в 1980, 1983, 1985 годах. Тогда здесь были найдены фрагменты толстостенной керамики, остатки обгоревших досок, мелкие переженные кости человека. Скорее всего артефакты свидетельствует о погребальном обряде трупосожжения. И сейчас они находятся в Институте истории АН Беларуси в Минске, где с ними можно ознакомиться.
В Великую Отечественную войну под оккупацией с июня 1941 по июль 1944 года. В войну сожжено 12 дворов, убито 10 жителей, 16 сельчан погибли на фронте, 4 — в партизанах. В сентябре 1948 года образован колхоз «Победа».
В 1976 году рядом с деревней была построена первая очередь аэропорта Брест, а в 1986 году было завершено строительство аэровокзального комплекса.

## Церковь Рождества Богородицы

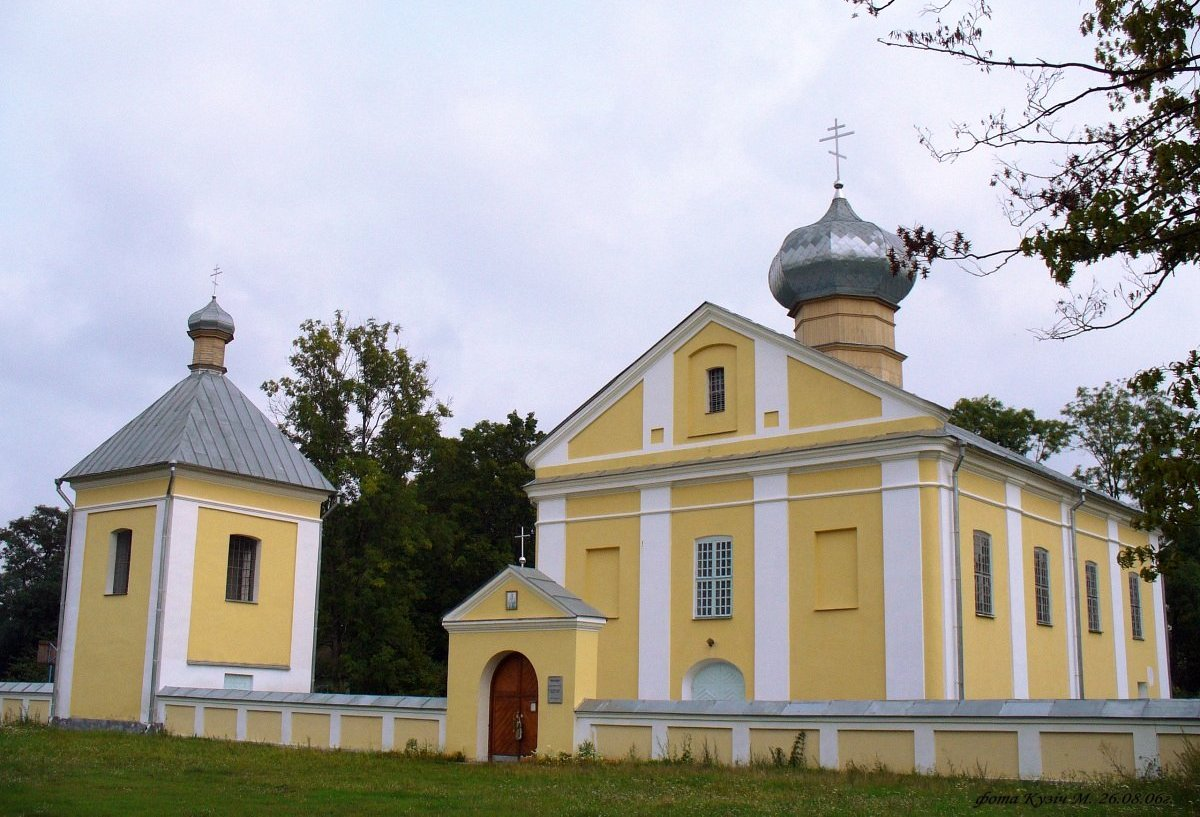
Церковь Рождества Пресвятой Богородицы

Сохранившаяся до нашего времени церковь Рождества пресвятой Богородицы в Щебрине — одна из старейших церквей в Брестском районе. Построена она была ещё в 1793-98 годах на главной улице села Щебрин епископом Константином Сосновским стиле классицизма из кирпича.
Особенностью храма является то, что он построен алтарём на юг. Внутри храма есть специальные ниши, улучшающие акустику. Также в алтаре храма есть галереи второго этажа, где на богослужении стояла шляхта и откуда она взирала на действия священника. Четыре восьмигранные деревянные колонны подпирают потолок церкви.
  Церковь построена из кирпича в лаконичном строгом и ритмичном стиле классицизма, который пришёл на замену барокко во второй половине XVIII века. Простой и компактный прямоугольный в плане объём накрыт двухнаклонной крышей, трехугольный фронтон которой завершает плоскостной фасад. Он, как и биновые фасады, ритмично расчленен широкими пилястрами, лучковыми окнами  и нишами. Углы здания округлены. Зал храма четырьмя деревянными столбами поделен на три нефа. Апсида осветлена восьмигранным световым проемом.
Колокольня поставлена отдельно, с боку перед храмом, и решена одной с церковью архитектурой: центричное, квадратное в плане башнеподобное строение под шатровой крышей с маковкой.
Со слов бывшего секретаря Брестской епархии протоиерея Евгения Парфенюка, храм был построен как православный и никогда не был униатским. К сожалению, данные слова документально не подтверждаются, напротив, мы имеем список униатских священников, служивших в этом храме. Есть верное предположение, что храм стал православным не ранее проведения Полоцкого собора в 1839 году.
Судьба храма, как и многих других белорусских церквей была сложной, однако, по милости Божьей он так и не был разрушен.
[1] Святар у беларускiм соцыуме: прасапаграфiя ўнiяцкага духавенства 1596 – 1839 гг. / Дзянiс Лiсейчыкаў – Мiнск, выд. Беларусь, 2015 – 719 с.

## Население
На 1 января 2018 года насчитывалось 113 жителей в 77 домохозяйствах, из них 12 младше трудоспособного возраста, 51 — в трудоспособном возрасте и 50 — старше трудоспособного возраста. Имеются магазин и кладбище.

## Достопримечательности
- Церковь Рождества Пресвятой Богородицы со звонницей (1793). В некоторых источниках фигурирует как Пречистенская церковь[5]. Каменное здание с отдельно стоящей каменной колокольней, брамой и воротами было построено в 90-е годы XVIII века. Церковь действующая —  Историко-культурная ценность Республики Беларусь, шифр 113Г000132
- Курганный могильник. Находится в 400 м к юго-востоку от деревни на опушке леса, на правом берегу реки Мухавец. Состоит из 13 насыпей высотой от 0,6 до 1,2 м, в ходе археологических раскопок найдены керамика и кости людей. Могильник датируется VIII—X веками[5] —  Историко-культурная ценность Республики Беларусь, шифр 113В000131

Церковь и могильник включены в Государственный список историко-культурных ценностей Республики Беларусь.
- Братская могила
- Мемориальная доска жителям деревни, расстрелянным немецко-фашистскими захватчиками в 1942-1943 гг.
- Мемориальный камень в честь 500-летия деревни

### Утраченное наследие
- Имение рода Акимовых

## Галерея

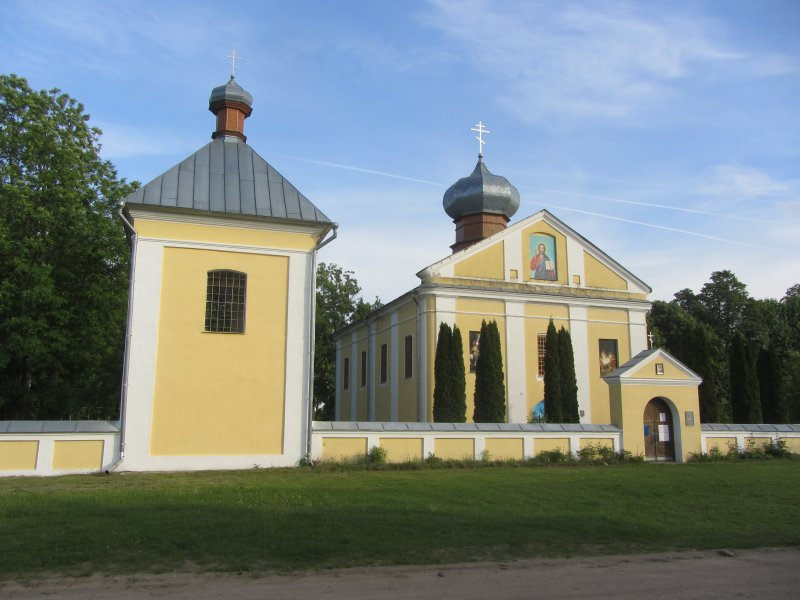
Церковь Рождества Пресвятой Богородицы
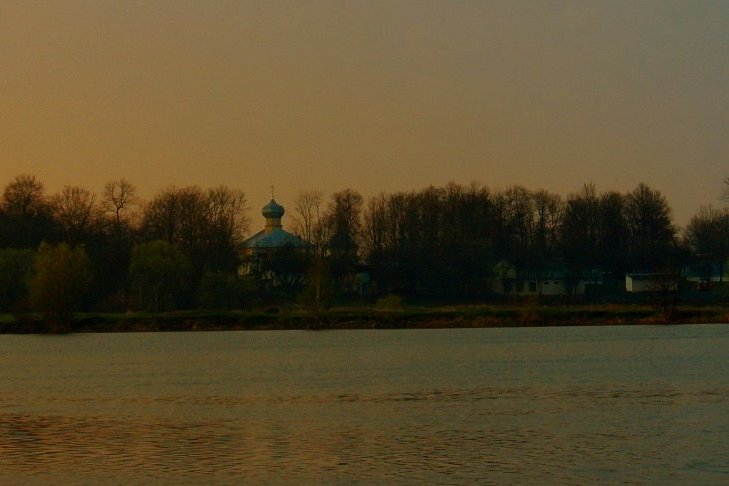
Шебрин со стороны реки Мухавец
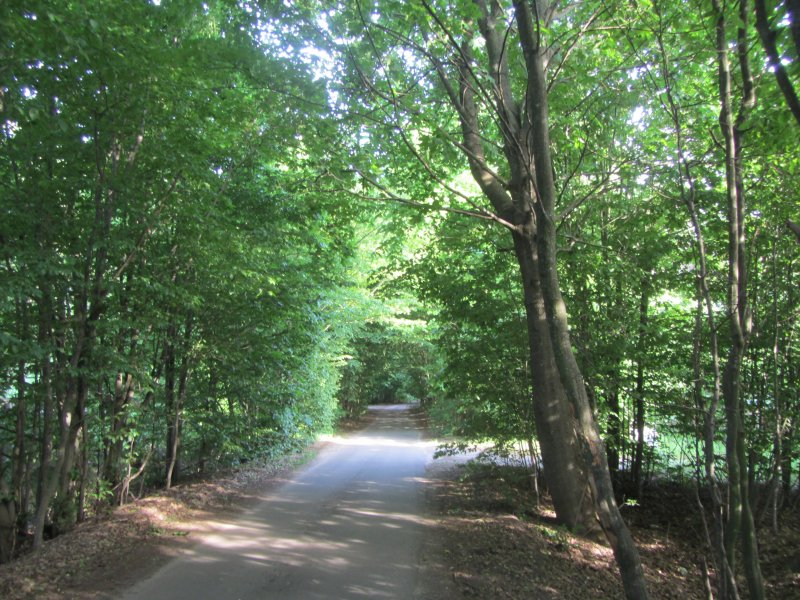